# Sit gorjagrís
El sit gorjagrís (Emberiza goslingi) és una espècie d'ocell de la família dels emberízids (Emberizidae) que habita zones àrides des de Mauritània i el Senegal, cap a l'est fins al sud-oest del Sudan i cap al sud fins al nord-est de la República Democràtica del Congo.
Anteriorment es considerava coespecífic amb el sit canyella (Olsson et al. 2013c).